# Salle (Khotang)
Salle (nep. सल्ले) – wieś i gaun wikas samiti we wschodniej części Nepalu w strefie Sagarmatha w dystrykcie Khotang. Według nepalskiego spisu powszechnego z 2001 roku liczył on 371 gospodarstw domowych i 1883 mieszkańców (955 kobiet i 928 mężczyzn).